# Dión z Prúsy
Dión z Prúsy (Δίων Χρυσόστομος ), Dión Zlatoústý  nebo též Dión Cocceianus (po 40 – před 120) byl řecký řečník, spisovatel, filosof a historik působící na území Římské říše v 1. století.

## Život
Dión se narodil v Prúse (nyní Bursa) v římské provincii Bithýnie (nyní součást severozápadního Turecka). Jeho otec Pasikratés se věnoval s velkou péčí jeho vzdělávání již od raného mládí. Zprvu byl zaměstnán v místě svého narození, kde vykonával významné úřady, zde také psal své první projevy, řečnické a sofistické eseje. Teprve později se s velkým nadšením oddal studiu filosofie, ve které se však neomezoval na určitou filosofickou oblast nebo školu a rovněž se vzdal vytváření nových hlubokých teorií. Jeho cílem byla spíše aplikace filosofické nauky pro potřeby praktického života, především pak pro správu věcí veřejných a zájmu jak těmito prostředky dosáhnout lepšího stavu věcí. Ze všech filosofických škol jej pak nejvíce okouzlil stoicismus a filosofie středního platonismu.

## Dílo
Dión z Prúsy byl součástí Druhé sofistické školy řeckých filosofů, která dosáhla svého vrcholu na počátku 2. století. Napsal mnoho filosofických a historických prací.